# 地獄の女囚コマンド
『地獄の女囚コマンド』（じごくのじょしゅうこまんど、Hired To Kill）は、1990年のアメリカ合衆国のアクション映画。監督はニコ・マストラキスとピーター・レイダー、出演はブライアン・トンプソン、オリヴァー・リード、ジョージ・ケネディ、ホセ・ファーラーなど。中東の独裁国家に囚われている革命派リーダーを救出するために派遣された、元エルサルバドルの戦士と、部下として集められた6人の女コマンドが繰り広げる闘いを描いたバトル・アクション。本国米国では劇場未公開。

## ストーリー
中東に影響力を持つ投資家トーマスは、エルサルバドルで活躍した元コマンドのライアンに、中東の小国サイプラの独裁政権に囚われている革命勢力のリーダー、ラリスの救出を35万ドルの手付金で依頼する。コンピューターによる成功確率が高い作戦立案の下、ライアンは内務大臣バルトスの有名人好きを利用して、女性のみの救出部隊をファッションモデル、そして自身をファッションデザイナー、セシル・ソーントンとして入国させることになった。トーマスによって、ライアンの元同僚である女傭兵シーラ、母国であるサイプラによって父親を処刑された女傭兵ダフネがモデル候補として招集され、作戦はスタートした。その後、さらにライアンとシーラはトルコの女性刑務所に収監されていたシビー、冤罪で収監されていたCIAの元要員ジョアンナ、精神を病んで口がきけなくなった女傭兵カトリーナ、元モサドのダリアをスカウトし、戦闘訓練とモデル修行を始めた。
部下として集められた女コマンド6人は元からの気の強さから、互いにぶつかり合いながらも、ライアンともども思惑通りバルトスのお気に入りとなり、彼らは徐々にラリスの居場所に近づいていく。

## キャスト
| 役名                     | 俳優                   | 日本語吹替                                                                                | 備考 |
| 役名                     | 俳優                   | フジテレビ版                                                                              | 備考 |
| ------------------------ | ---------------------- | ----------------------------------------------------------------------------------------- | --- |
| フランク・ライアン       | ブライアン・トンプソン | 大塚明夫                                                                                  | エルサルバドルで活躍した元コマンド。根無し草で船上生活をしている。                                                                                                 |
| マイケル・バルトス       | オリヴァー・リード     | 小林清志                                                                                  | 情報防衛局局長兼内務大臣 |
| ウィラード・トーマス     | ジョージ・ケネディ     | 坂口芳貞                                                                                  | 投資家 |
| ペトロス・ラリス         | ホセ・フェラー         | 大木民夫                                                                                  | 老革命指導者 |
| アナ                     | ミシェル・モフェット   | 鈴鹿千春                                                                                  | バルトス大臣の愛人。サイプラの一流モデル。大臣の提案でモデルとしてファッションショーに参加する。                                                                   |
| シーラ・ロジャーズ       | バーバラ・ニーヴン     | 土井美加                                                                                  | ライアンの旧知の女傭兵。エルサルバドルでライアンを見捨てて撤退した。                                                                                               |
| ジョアンナ・スカルピエリ | ジョーダナ・キャプラ   | 藤生聖子                                                                                  | カリフォルニア州サン・クエンティン州立刑務所に収監されていたCIA特殊工作員。売春を拒否したところ、でっち上げの罪で逮捕された。                                      |
| ダフネ・ウェルズ         | ケンドール・コンラッド | 種田文子                                                                                  | サイプラ出身の女傭兵。父親がスパイ容疑で処刑されている。 |
| シビー                   | キム・ロンズデール     | さとうあい                                                                                | 麻薬密輸の罪でイスタンブールの女性刑務所に収監されていた女囚。自由の身と引き換えに部隊に参加。                                                                     |
| ダリア                   | ジュード・マセッター   | 相沢恵子                                                                                  | カメラマン兼モデル。元イスラエル人。かつてPLOのリーダーたちを23人も暗殺した。本名はジェシカ。ライアンによる脅迫じみた協力要請を受けて、作戦に参加。                |
| カトリーナ・ラトウスキー | ペネロープ・リード     | 三田ゆう子                                                                                | イタリアのサルディーニャで幽閉状態におかれている。ワルシャワでシーラと一緒に仕事をしていたことがある。ナイフの使い手。過去の悲惨な事件の影響で喋ることができない。 |
| ルイス                   | デヴィッド・ソーヤー   |                                                                                           | バルトス大臣の護衛官 |
| 役不明又はその他         |                        | 伊藤和晃 小島敏彦 成田剣 鹿島信哉 仲野裕 秋元千賀子 横堀悦夫 野島昭生 金野恵子 中沢みどり | |
|                          |                        |                                                                                           | |
| 翻訳                     |                        | 徐賀世子                                                                                  | |
| 演出                     |                        | 松川陸                                                                                    | |
| 効果                     |                        | 佐藤良助                                                                                  | |
| 初回放送                 |                        | 1992年8月22日 『ゴールデン洋画劇場』 ※DVD・BD収録                                         | |